# Cyathura burbancki
Cyathura burbancki là một loài chân đều trong họ Anthuridae. Loài này được Frankenberg miêu tả khoa học năm 1965.